# Viktor Agardius
Viktor Agardius (sinh ngày 23 tháng 10 năm 1989) là một cầu thủ bóng đá người Thụy Điển thi đấu cho Kalmar FF ở vị trí hậu vệ.